# Jang Kuk-chol
Jang Kuk-chol (Pyongyang, 16 februari 1994) is een Noord-Koreaans voetballer die bij voorkeur als middenvelder speelt. In 2014 verruilde hij Rimyongsu voor Hwaebul. In 2011 debuteerde hij in het Noord-Koreaans voetbalelftal.

## Interlandcarrière
Op 26 maart 2011 maakte Jang zijn debuut in het Noord-Koreaans voetbalelftal. In een vriendschappelijke wedstrijd tegen Irak speelde hij negentig minuten. Jang maakte deel uit van de Noord-Koreaanse selectie die de AFC Challenge Cup 2012 won.
| Interlands van Jang Kuk-chol voor Noord-Korea | Interlands van Jang Kuk-chol voor Noord-Korea | Interlands van Jang Kuk-chol voor Noord-Korea | Interlands van Jang Kuk-chol voor Noord-Korea | Interlands van Jang Kuk-chol voor Noord-Korea | Interlands van Jang Kuk-chol voor Noord-Korea |
| №                                             | Datum                                         | Wedstrijd                                     | Uitslag                                       | Competitie                                    | Goals                                         |
| Als speler bij Rimyongsu                      | Als speler bij Rimyongsu                      | Als speler bij Rimyongsu                      | Als speler bij Rimyongsu                      | Als speler bij Rimyongsu                      | Als speler bij Rimyongsu                      |
| --------------------------------------------- | --------------------------------------------- | --------------------------------------------- | --------------------------------------------- | --------------------------------------------- | --------------------------------------------- |
| 1                                             | 26 maart 2011                                 | Irak – Noord-Korea                            | 2 – 0                                         | Vriendschappelijk                             |                                               |
| 2                                             | 29 februari 2012                              | Tadzjikistan – Noord-Korea                    | 1 – 1                                         | WK 2014 (kwalificatie)                        |                                               |
| 3                                             | 9 maart 2012                                  | Noord-Korea – Filipijnen                      | 2 – 0                                         | AFC Challenge Cup 2012                        | 70'                                           |
| 4                                             | 11 maart 2012                                 | Tadzjikistan – Noord-Korea                    | 0 – 2                                         | AFC Challenge Cup 2012                        | 86'                                           |
| 5                                             | 13 maart 2012                                 | Noord-Korea – India                           | 4 – 0                                         | AFC Challenge Cup 2012                        |                                               |
| 6                                             | 16 maart 2012                                 | Noord-Korea – Palestina                       | 2 – 0                                         | AFC Challenge Cup 2012                        |                                               |
| 7                                             | 19 maart 2012                                 | Turkmenistan – Noord-Korea                    | 1 – 2                                         | AFC Challenge Cup 2012                        |                                               |
| 8                                             | 23 januari 2013                               | Zweden – Noord-Korea                          | 1 – 1                                         | Vriendschappelijk                             |                                               |
| Als speler bij Hwaebul                        |                                               |                                               |                                               |                                               |                                               |
| 9                                             | 21 februari 2014                              | Irak – Noord-Korea                            | 2 – 0                                         | Vriendschappelijk                             |                                               |
| 10                                            | 10 januari 2015                               | Oezbekistan – Noord-Korea                     | 1 – 0                                         | Azië Cup 2015                                 |                                               |
| 11                                            | 14 januari 2015                               | Noord-Korea – Saoedi-Arabië                   | 1 – 4                                         | Azië Cup 2015                                 |                                               |
| 12                                            | 18 januari 2015                               | China – Noord-Korea                           | 2 – 1                                         | Azië Cup 2015                                 |                                               |
| 13                                            | 17 mei 2015                                   | Vietnam – Noord-Korea                         | 1 – 1                                         | Vriendschappelijk                             |                                               |
| 14                                            | 20 mei 2015                                   | Thailand – Noord-Korea                        | 0 – 1                                         | Vriendschappelijk                             |                                               |
| 15                                            | 11 juni 2015                                  | Jemen – Noord-Korea                           | 0 – 1                                         | WK 2018 (kwalificatie)                        |                                               |
| 16                                            | 16 juni 2015                                  | Noord-Korea – Oezbekistan                     | 4 – 2                                         | WK 2018 (kwalificatie)                        | 16'                                           |
| 17                                            | 2 augustus 2015                               | Noord-Korea – Japan                           | 2 – 1                                         | Oost-Aziatisch kampioenschap                  |                                               |
| 18                                            | 5 augustus 2015                               | China – Noord-Korea                           | 2 – 0                                         | Oost-Aziatisch kampioenschap                  |                                               |
| 19                                            | 9 augustus 2015                               | Zuid-Korea – Noord-Korea                      | 0 – 0                                         | Oost-Aziatisch kampioenschap                  |                                               |
| 20                                            | 3 september 2015                              | Bahrein – Noord-Korea                         | 0 – 1                                         | WK 2018 (kwalificatie)                        |                                               |
| 21                                            | 8 oktober 2015                                | Noord-Korea – Filipijnen                      | 0 – 0                                         | WK 2018 (kwalificatie)                        |                                               |
| 22                                            | 13 oktober 2015                               | Noord-Korea – Jemen                           | 1 – 0                                         | WK 2018 (kwalificatie)                        |                                               |
| 23                                            | 12 november 2015                              | Oezbekistan – Noord-Korea                     | 3 – 1                                         | WK 2018 (kwalificatie)                        |                                               |
| 24                                            | 17 november 2015                              | Noord-Korea – Bahrein                         | 2 – 0                                         | WK 2018 (kwalificatie)                        |                                               |
| 25                                            | 29 maart 2016                                 | Filipijnen – Noord-Korea                      | 3 – 2                                         | WK 2018 (kwalificatie)                        |                                               |

Bijgewerkt op 18 april 2016.

## Erelijst

### Internationaal
Noord-Korea
- AFC Challenge Cup

2012